# Neofit (Něvodčikov)
Neofit (světským jménem: Nikolaj Vasiljevič Něvodčikov; 1819/1822, Petrohrad – 23. března 1910, Izmajil) byl ruský duchovní Ruské pravoslavné církve a arcibiskup kišiněvský a chotynský.

## Život
Narodil se roku 1819 v Petrohradu do šlechtického rodu. Jeho otec byl sekretářem jekatěrinoslavské eparchie.
Studoval na Jekatěrinoslavském duchovním semináři. Roku 1840 nastoupil na Moskevskou duchovní akademii, kterou dokončil o čtyři roky později.
V letech 1844–1850 byl sekretářem diplomata Alexandra Sturdzy. Při svém pobytu v Oděse se potkal s mnoha slavnými osobnostmi literatury, umění a církve.
Dne 1. listopadu 1850 začal učit na Kišiněvském duchovním semináři. Dne 18. května 1858 byl rukopoložen na jereje chrámu Zvěstování přesvaté Bohorodice a stal se učitelem Zákona Božího (katechismus) v oděském sirotčinci. Od roku 1861 přednášel v Oděském duchovním semináři a 15. prosince 1864 byl jmenován inspektorem semináře. Od roku 1868 byl také učitelem Zákona Božího na oděském gymnáziu a učilišti.
Dne 3. dubna 1876 byl povýšen na protojereje. Dne 17. května 1880 byl postřižen na monacha se jménem Neofit a 25. května povýšen na archimandritu.
Roku 1880 jej Nejsvětější synod zvolil biskupem jelizavetgradským a vikářem chersonské eparchie. Dne 10. srpna 1880 proběhla jeho biskupská chirotonie. Světiteli byli arcibiskup oděský a chersonský Platon (Goroděckij), arcibiskup kišiněvský a chotynský Pavel (Lebeděv) a biskup npbomyrhorodský Izrail (Nikulickij). Následně se stal představeným monastýru Zesnutí přesvaté Bohorodice v Oděse.
Dne 6. srpna 1883 byl ustanoven biskupem turkestánským a taškentským.
Od roku 1885 do roku 1889 byly různé oblasti dnešního Kazachstánu a Kyrgyzstánu vystaveny zemětřesením. Biskup Neofit statečně snášel tyto katastrofy, pohřbíval oběti a obnovoval chrámy. Podporoval plán vytvoření monastýru Svaté Trojice poblíž jezera Issyk-Kul, který započal jeho předchůdce Alexandr (Kulčickij). V monastýru nechal zasadit březovou alej, která se stala známá jako Neofitova alej.
Dne 11. července 1888 vysvětil katedrální chrám Proměnění Páně v Taškentu.
Dne 21. listopadu 1892 byl ustanoven biskupem kišiněvským a chotynským s povýšením na arcibiskupa.
Dne 26. ledna 1898 byl z důvodu vysokého věku penzionován. Od roku 1901 žil v soukromém domě v Izmajilu. Zemřel 23. března 1910 v Izmajilu. Pohřben byl v chrámu svatého Mikuláše a v 60. letech bylo jeho tělo přeneseno na hřbitov.